# College voor zorgverzekeringen

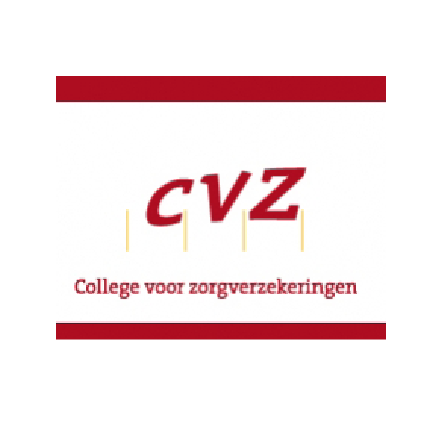
Logo van het College voor zorgverzekeringen (CVZ).

Het College voor zorgverzekeringen (CVZ) was tussen 1999 en 1 april 2014 een zelfstandig bestuursorgaan met als taak het mogelijk maken dat het basispakket van zorgverzekeringen voorziet in de gezondheidszorg die noodzakelijk, toegankelijk en betaalbaar is. Daarmee werd gewaarborgd dat iedereen die daar recht op heeft van zorg is verzekerd. Het CVZ nam hierbij een onafhankelijke positie in tussen het ministerie van Volksgezondheid, Welzijn en Sport, zorgverzekeraars, zorgaanbieders en patiënten(organisaties).
Het College voor zorgverzekeringen werd in 1999 ingesteld als opvolger van de Ziekenfondsraad ging op 1 april 2014 over in Zorginstituut Nederland, waarin alle toenmalige taken zijn overgenomen. 
Het werkterrein was de Zorgverzekeringswet en de Algemene Wet Bijzondere Ziektekosten (AWBZ). De taken van het CVZ waren: 
- Advies geven aan de minister van Volksgezondheid, Welzijn en Sport (VWS) over de samenstelling van het basispakket. Ook aan onder andere zorgverzekeraars en verzekerden verduidelijken wat tot het basispakket behoort. Als onderdeel van deze taak gaf het CVZ het Farmacotherapeutisch Kompas uit.
- Verdelen van premiegeld onder de zorgverzekeraars (risicoverevening), zodat verzekeraars iedereen kunnen accepteren voor de verzekering, ongeacht zijn of haar gezondheidstoestand
- Uitvoeren van voorzieningen en regelingen voor bijzondere groepen, zoals verzekerden in het buitenland, wanbetalers en gemoedsbezwaarden.

## Organisatie
Bij het CVZ werkten ongeveer 400 medewerkers, verdeeld over vijftien afdelingen.
De aansturing van het CVZ lag in handen van een Raad van Bestuur die sinds 2007 bestond uit:
- drs. A.H.J. Moerkamp (voorzitter)
- dr. A. (Bert) Boer
- H.B.M. (Marian) Grobbink

Tot 1 januari 2007 had het CVZ een college dat door de minister van VWS werd benoemd.
Het laatste college bestond uit.
- drs. J.S.J. Hillen (voorzitter)
- P.M. Altenburg
- Y. Koster-Dreese
- R.H. Levi
- prof. dr. R.J. van der Veen
- mr. A.M. van Blerck-Woerdman
- J.F.M. Bergen